# Trucage photographique

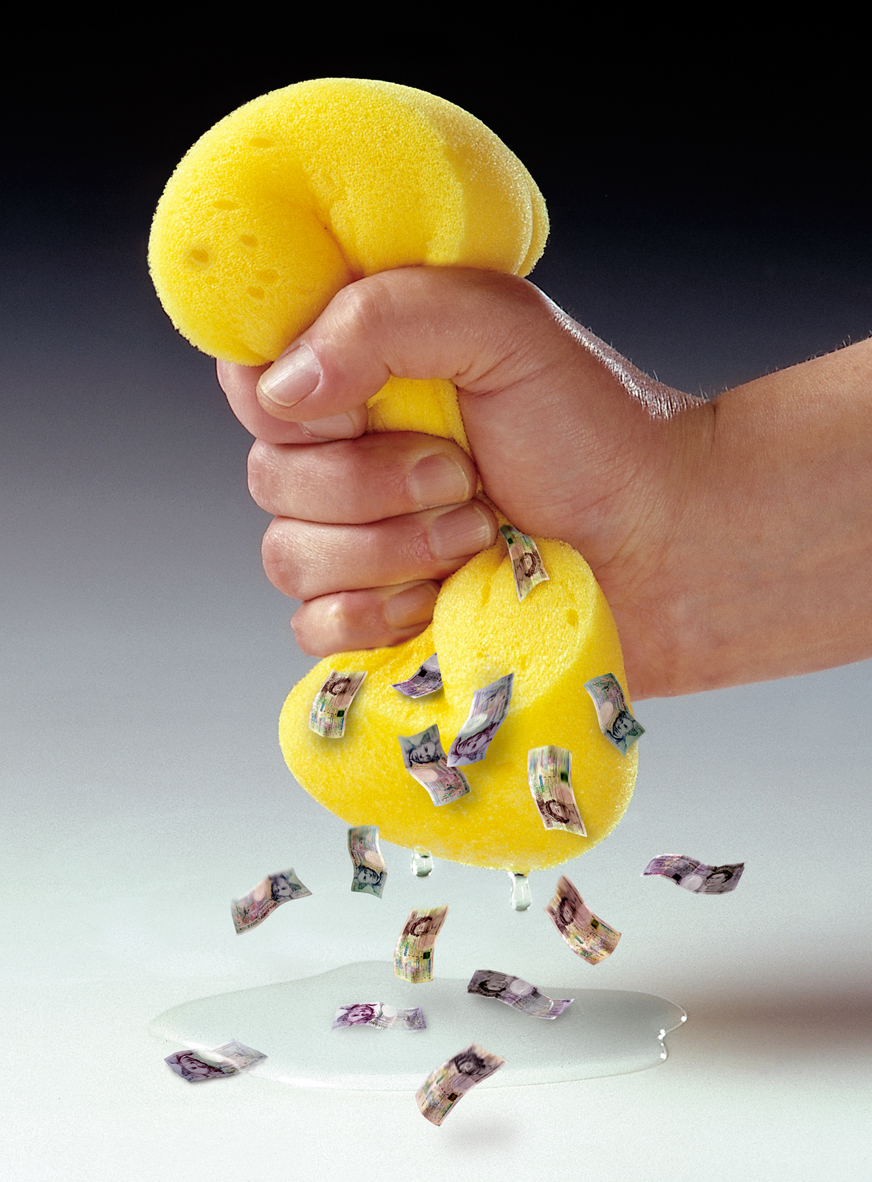
Un trucage numérique

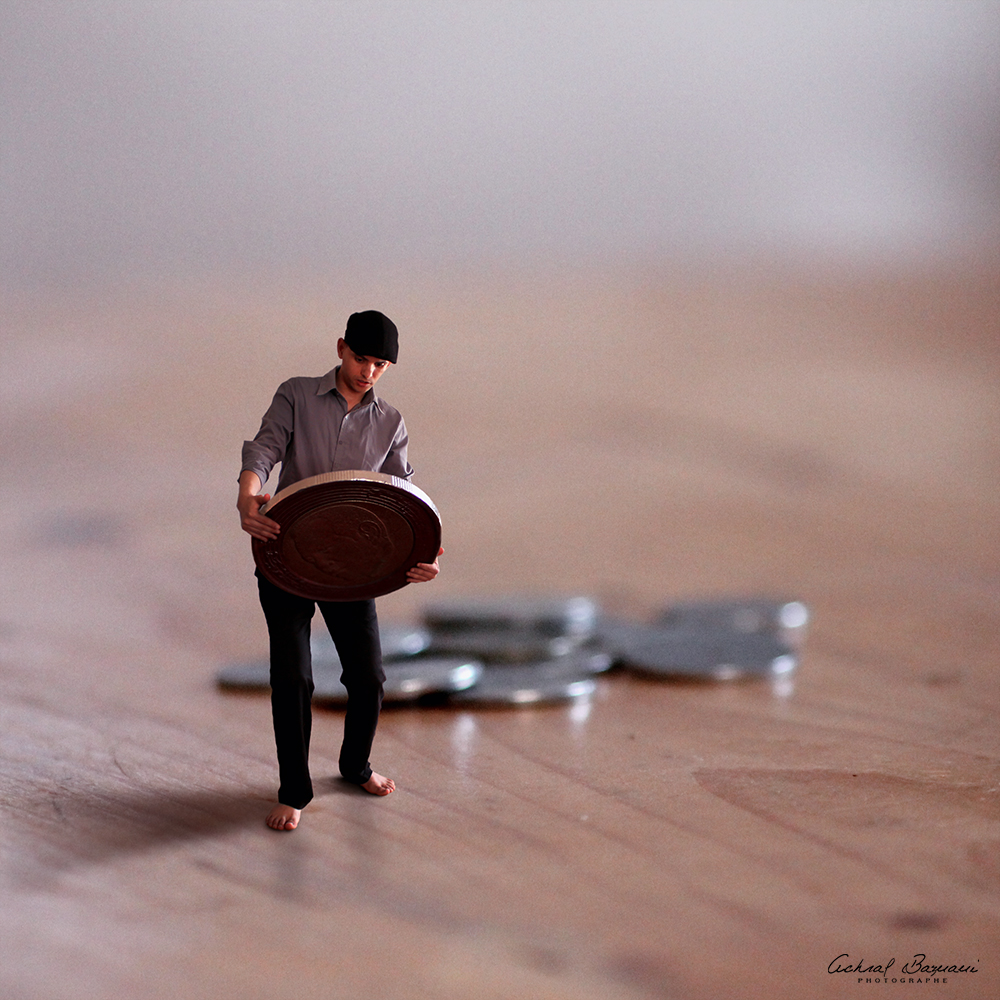
Trucage photographique, par Achraf Baznani

Le trucage photographique et le photomontage, sont des techniques qui consistent à altérer une image photographique dans le but de surprendre ou de tromper le lecteur.
De nos jours, la plupart des photos diffusées dans les médias sont retouchées. La retouche consiste à corriger des petits défauts d'aspect, éclaircir ou assombrir l'image, augmenter ou diminuer les contrastes, saturer des couleurs, etc. Parmi ces images retouchées, il y en a dont on peut dire qu’elles sont truquées. Il existe de nombreuses techniques de trucage qui dépendent du type de photographie utilisé : argentique ou numérique.

## Argentique
Les trucages argentiques sont compliqués à réaliser mais peuvent avoir des résultats très réalistes. Avec l'avènement du numérique ceux-ci ont aujourd'hui quasiment disparu.

### À la prise de vues
- Utilisation de lentilles ou de filtres :

Lors de la prise de vue, on place un filtre devant l’objectif. Il existe des filtres colorés, (exemple : un filtre orange renforcera les teintes chaudes) ou des filtres à effets colorés qui permettent de créer des dégradés.
Il existe plusieurs types de lentilles. Les lentilles à effet de scintillement, qui créent une étoile sur les points lumineux, les lentilles à flou, à effet brouillard, etc.
- La surimpression :

Pour superposer des images, on peut déclencher l'obturateur plusieurs fois sans faire avancer la pellicule. Il est nécessaire de réduire le temps de chaque pose pour tenir compte des multiples expositions.

### En laboratoire
- Le photomontage :

Ce procédé permet d’assembler plusieurs images sur une même photographie. Il consiste à assembler plusieurs négatifs avant de les agrandir sur le positif.
- Le détourage et masquage :

Si l’on veut garder une seule partie d’une image, on peut, avec une peinture masque, colorer sur le négatif la partie à enlever avant d’agrandir l’image sur le positif, ce procédé repose sur le fait que le support exposé n'est pas impressionné en l'absence de lumière. Lors de l'agrandissement sur le positif, la partie masquée ne sera pas exposée.
Une variante de ce procédé consiste à créer un système de cache et d’anti-cache, permettant d’assembler deux images. Sur un premier négatif, on colore une partie à enlever ; sur un second négatif, on colore la partie opposée. On impressionne ensuite le positif avec les deux négatifs l’un après l’autre, les parties colorées n’ayant pas d’effet sur ce dernier, il contiendra les deux images assemblées.
- La photo déformation :

On peut déformer une photographie pendant l’agrandissement en déformant le positif (en le pliant, tordant…) ou optiquement, en altérant la projection. On obtiendra alors une image finale déformée.
- Retouche « mécanique » :

On altère le négatif ou le tirage avec une plume ou un pinceau.

## Numérique
La création de logiciels de retouche d'image dont certains sont gratuits comme Paint (intégré au système d'exploitation Microsoft Windows) en passant par Picasa (le logiciel de gestion d'image développé par Google) et Krita, jusqu'au logiciel libre GIMP, permet aujourd'hui à tous d'améliorer l'aspect des images produites par un appareil numérique ou un scan.
Il est également possible de modifier directement en ligne ses images à partir de sites. La retouche s'effectue alors sans téléchargement et sans connaissance nécessaire, en téléchargeant sa photo et en utilisant des outils similaires aux logiciels de retouche, ou en choisissant des effets prédéfinis de montages rapides.

### Retouche professionnelle
Les logiciels professionnels, comme Adobe Photoshop, considéré comme la référence mondiale, Corel Photo-Paint, AceDesign Pro, ou même GIMP et Krita permettent de réaliser de véritables trucages photographiques qui peuvent détourner la réalité.
Le tampon, la pipette à couleur et le pinceau sont les principaux outils de trucages présents dans tous les logiciels professionnels. Les calques, les outils de détourage, les fonctions de distorsion et rotation, permettent toutes sortes de photomontages.

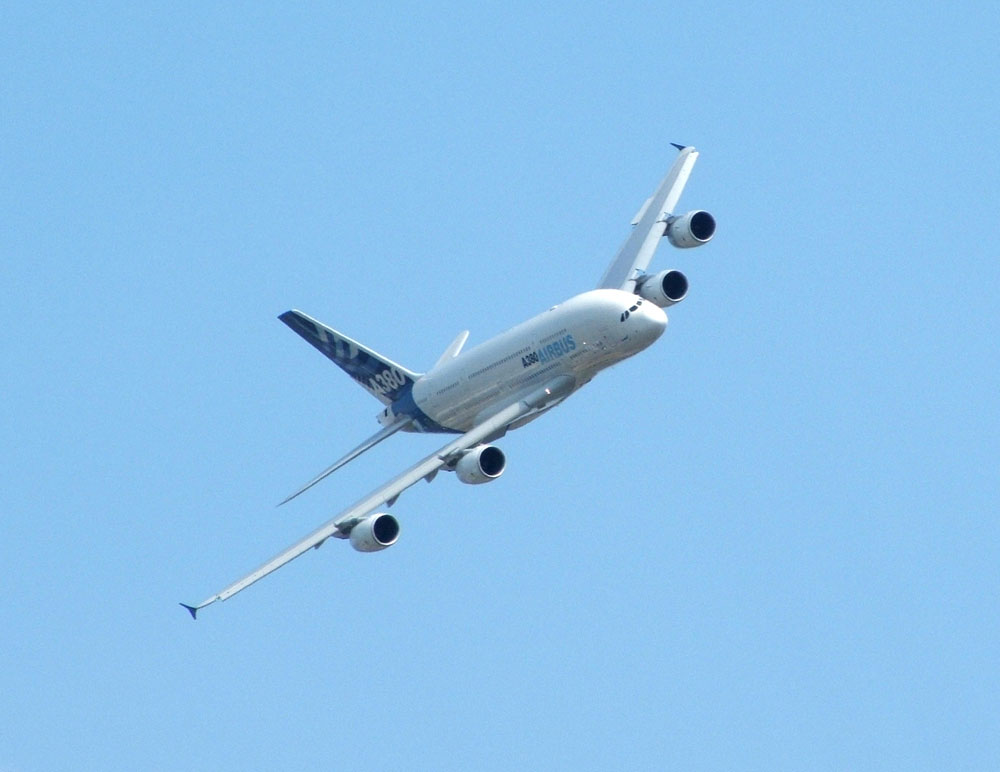
Image 1
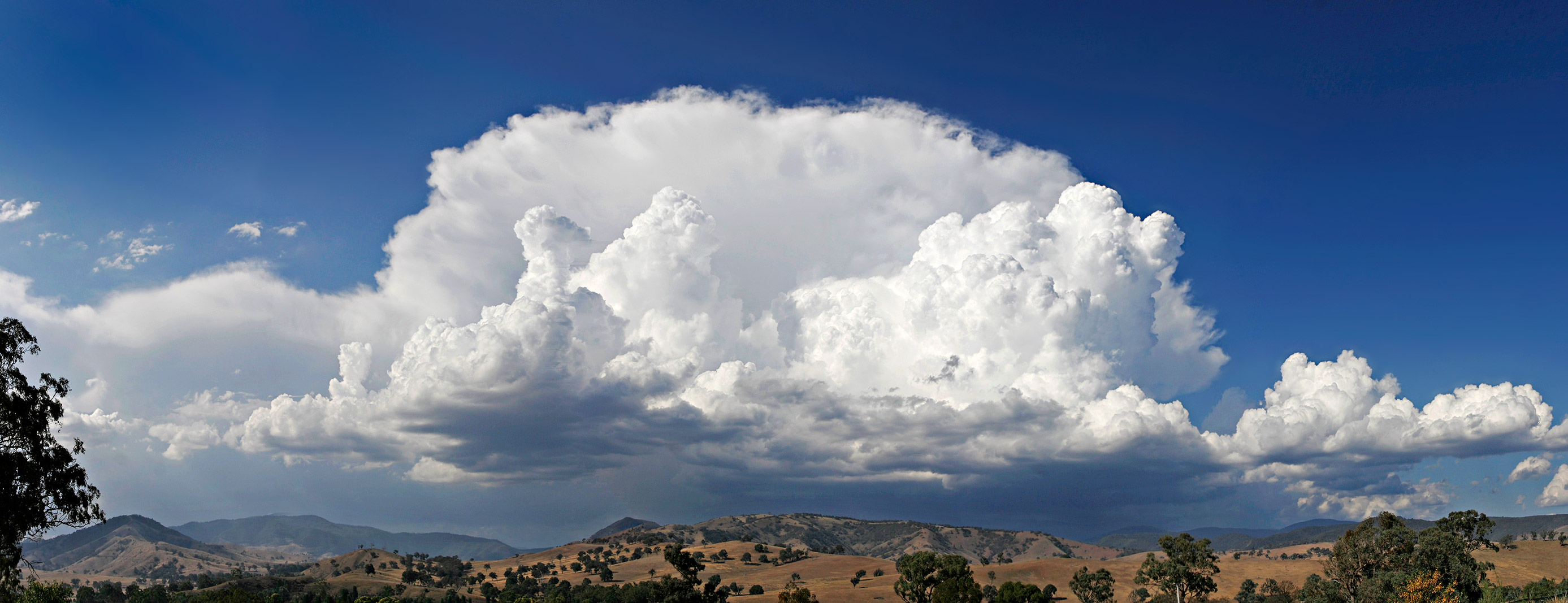
Image 2
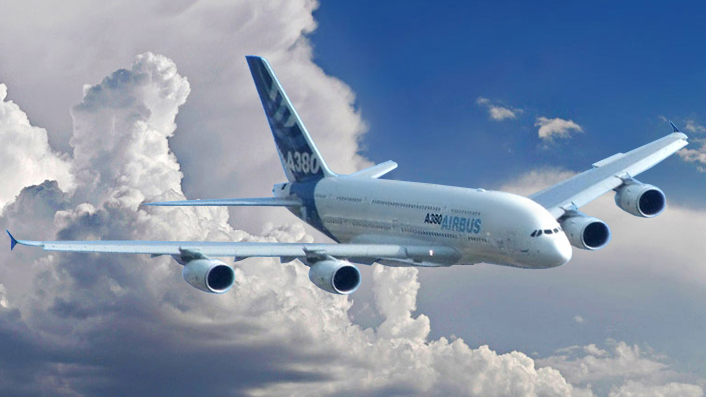
Résultat